# Wiltshire
Wiltshire [ˈwɪlt.ʃər], oft auch [ˈwɪlt.ʃɪər], ist eine zeremonielle Grafschaft im Südwesten Englands. Sie grenzt an die Grafschaften Dorset, Somerset, Hampshire, Gloucestershire, Oxfordshire sowie Berkshire und ist seit 2009 in zwei Unitary Authoritys gegliedert, als sich die bisherigen Distrikte Kennet, North Wiltshire, Salisbury und West Wiltshire zu der Unitary Authority Wiltshire zusammenschlossen. Der Borough of Swindon hatte schon seit 1997 den Status einer Unitary Authority. Wiltshire hatte 688.750 Einwohner im Jahr 2012 und ist 3485 km² groß.
Charakteristisch für die Grafschaft sind das hochgelegene Downland und die weiten Täler. Die Salisbury Plain ist bekannt für den Steinkreis von Stonehenge und andere historische Sehenswürdigkeiten. Die Stadt Salisbury ist wegen ihrer Kathedrale berühmt. Historischer Verwaltungssitz der Grafschaft ist Trowbridge.

## Herkunft des Namens

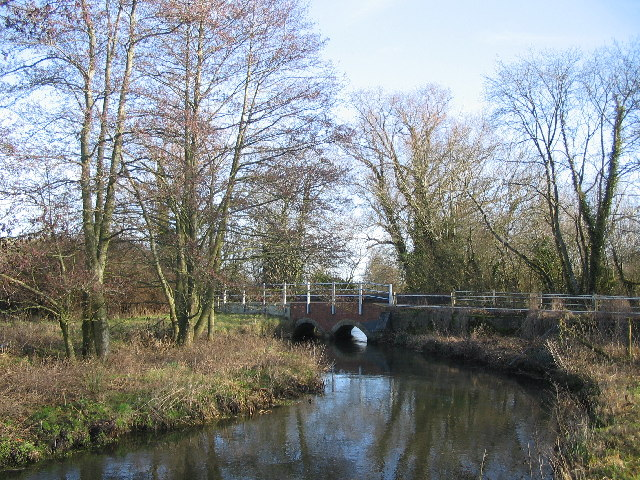
Der Wylye bei Norton Bavant

Die Grafschaft wurde früher „Wiltonshire“ oder „Wiltunscir“ (9. Jahrhundert) genannt und ist nach der früheren Hauptstadt Wilton benannt. Der Name Wilton wiederum stammt vom Fluss Wylye, einem der acht Flüsse der Grafschaft.
Der Spitzname der Einwohner ist „Moonraker“, was etwa so viel bedeutet wie „Mondharker“. Der Name beruht auf einer Legende über Schmuggler. Die Schmuggler versuchten, Brandyfässer vor dem örtlichen Steuereintreiber zu verstecken, indem sie sie im Dorfteich versenkten.
Als die Steuereintreiber ins Dorf kamen, standen die Schmuggler am Teich und brachten die Teichoberfläche mit Harken in Bewegung, so dass niemand auf den Grund des Teichs sehen konnte. Als sie auf ihr Tun angesprochen wurden, erklärten sie den Steuereintreibern, dass sie einen großen runden Käse aus dem Teich fischen wollten, und zeigten auf das Spiegelbild des Vollmondes auf der Oberfläche. Die Steuereintreiber dachten, sie hätten es mit Verrückten oder Tölpeln zu tun, und zogen ab.

## Geschichte

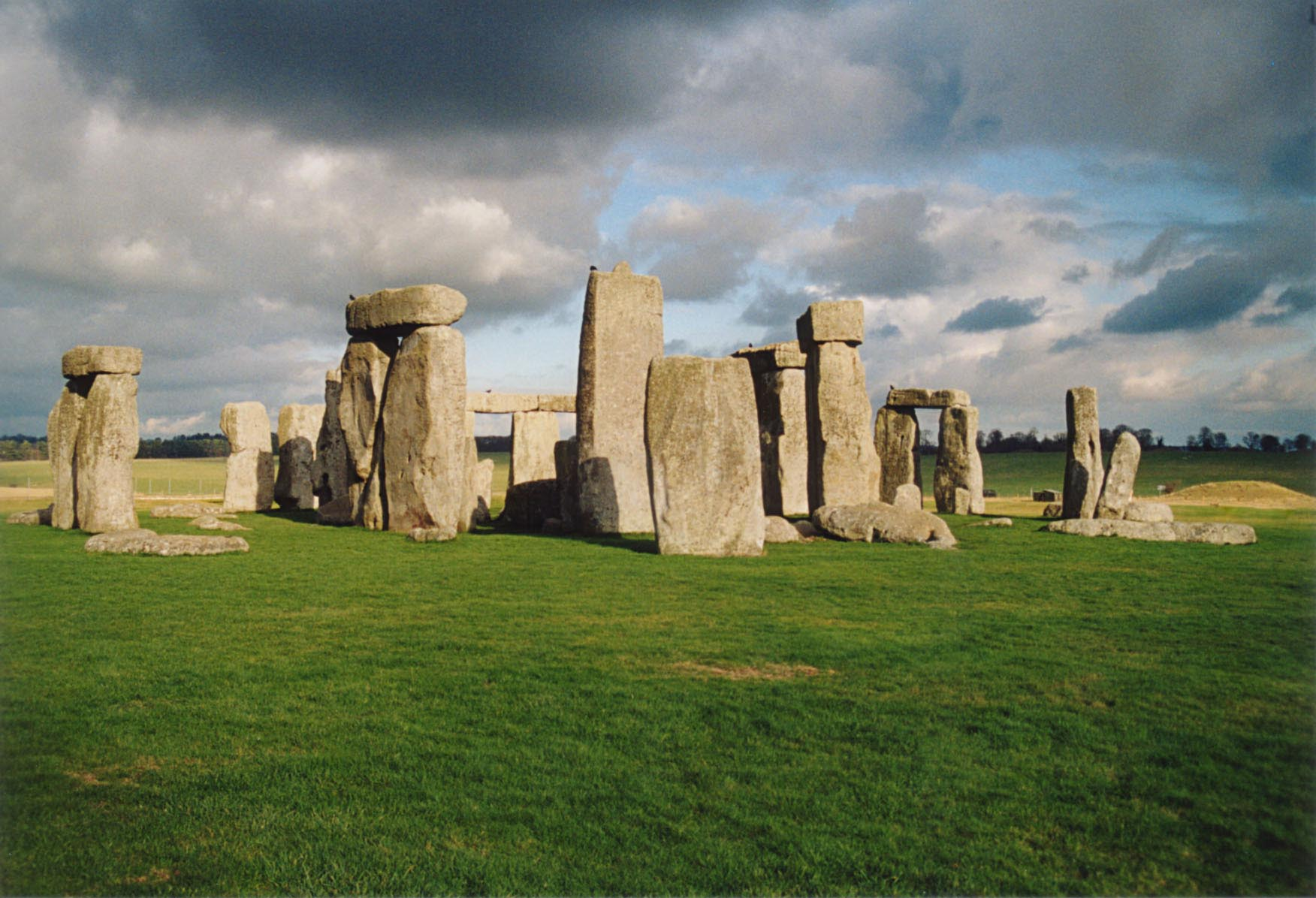
Stonehenge

Wiltshire ist bekannt für seine frühzeitlichen archäologischen Stätten. Die mittel- und neusteinzeitlichen, sowie bronzezeitlichen Einwohner Südenglands bauten Siedlungen auf den Hügeln und im Downland Wiltshires. Stonehenge und Avebury sind vielleicht die bekanntesten neusteinzeitlichen Orte in Großbritannien.
Im 6. und 7. Jahrhundert war Wiltshire die westliche Grenze des angelsächsischen Reiches in Britannien. Die Hügelzüge der Cranborne Chase und der Somerset Levels verhinderten eine weitere Ausweitung nach Westen.
In der Schlacht von Biedanheafde standen sich 675 König Æscwine von Wessex und König Wulfhere von Mercia gegenüber.
Im Jahre 878 fielen die Dänen ins Land ein und durch die Normannische Eroberung Englands ging später ein Großteil des Landes in den Besitz der Krone oder der Kirche über.
Als das Reichsgrundbuch, das so genannte Domesday Book erstellt wurde, war Wiltshire hauptsächlich von Landwirtschaft geprägt. 390 Mühlen werden erwähnt, sowie Weingüter in Tollard und Lacock.
In den folgenden Jahrhunderten entwickelte sich die Schafzucht im Lande und die Zisterzienserklöster von Kingswood und Stanley exportierten Wolle auf die florentinischen und flandrischen Märkte im 13. und 14. Jahrhundert.
Während des Englischen Bürgerkriegs im 17. Jahrhundert war Wiltshire größtenteils auf Seiten des Parlaments. Die Schlacht von Roundway Down, ein entscheidender Sieg der Royalisten, wurde bei Devizes geschlagen.
Um das Jahr 1800 wurde der Kennet-und-Avon-Kanal durch Wiltshire gebaut, damit Güter von Bristol nach London gebracht werden konnten. Der Kanal verlor seine Bedeutung, als die Great Western Eisenbahnlinie gebaut wurde.

## Geologie, Landschaft und Umweltschutz
Wiltshire ist eine landwirtschaftlich geprägte Landschaft. Zwei Drittel des Bodens enthalten Kreideformationen, die damit prägend für das Aussehen der Landschaft sind.
Diese Südenglische Kreideformation befindet sich unter großen Teilen Südenglands von den Dorset Downs im Westen bis nach Dover im Osten.
Die größte Kreideformation in Wiltshire ist die Salisbury Plain, die hauptsächlich landwirtschaftlich und von der britischen Armee als Übungsgelände Salisbury Plain Training Area genutzt wird.
Der höchste Punkt der Grafschaft befindet sich mit 294 m auf dem Tan Hill/Milk Hill Höhenrücken im Vale of Pewsey am nördlichen Rand der Salisbury Plain.
Die Kreideformation erstreckt sich nordöstlich Richtung West Berkshire in die Marlborough Downs und südwestlich nach Dorset als Cranborne Chase.
Auch in den Cranborne Chase auf der Grenze der Grafschaft findet man viele stein- und bronzezeitliche Stätten.
Die Marlborough Downs sind mit einer Größe von 1.730 km² als Teil der Nord Wessex Downs als Area of Outstanding Natural Beauty ausgewiesen.
Im Nordwesten der Grafschaft, an der Grenze zu Gloucestershire und Bath and North East Somerset findet man Formationen des widerstandsfähigen Kalksteins der Cotswolds. Auch ein Teil der Cotswoldsbereiche der AONB befinden sich in Wiltshire.
Zwischen den Gegenden mit Kreide und Kalkstein befinden sich Täler und Mulden, in denen man Mergel und Ton findet. Das größte dieser Täler ist das Avon Vale. Der Avon fließt quer durch den nördlichen Teil von Wiltshire durch Bradford-on-Avon, Bath bis nach Bristol.
Das Vale of Pewsey durchschneidet die Kreideformation im Zentrum der Grafschaft und besteht aus Greensandformationen und Oxford Lehm.
Im Südwesten liegt das Vale of Wardour, und im Südosten findet man den Sandboden des New Forest.
Da die Kreide sehr porös ist, findet man wenig Oberflächenwasser. Daher siedelten sich schon früh die Bewohner in Feuchtniederungen an. Salisbury beispielsweise wurde am Rande der kreidereichen Salisbury Plains in einer sumpfigen Ebene errichtet.

## Klima
Wie der Rest Südwestenglands hat auch Wiltshire ein gemäßigtes Klima, das meistens feuchter und milder ist als im übrigen England. Die jährliche Durchschnittstemperatur ist 10 °C. Januar ist der kälteste Monat mit mittleren Tiefsttemperaturen von 1–2 °C. Juli und August sind die wärmsten Monate in der Region mit Durchschnittstemperaturen von 21 °C.
Der Dezember ist der Monat mit den wenigsten Sonnenscheinstunden, Juli ist der sonnigste Monat. Konvektive Wolkenformationen ballen sich oft an den weiter im Land liegenden Hügeln und reduzieren so die Sonnenstunden. Die durchschnittlichen jährlichen Sonnenstunden liegen bei 1600 Stunden.
Der Südwesten Englands wird besonders im Sommer positiv von den Hochdruckgebieten bei den Azoren beeinflusst.
Regen fällt meistens, wenn Tiefdruckgebiete vom Atlantischen Ozean heraufziehen. Hauptsächlich findet man diese Gegebenheiten im Herbst und Winter.
Im Sommer fällt Regen hauptsächlich, wenn sich die Erdoberfläche in Wiltshire aufheizt und dadurch Regenwolken gebildet werden, was zu Gewittern und Schauern führt.
Die durchschnittliche Regenmenge beträgt 800–900 mm. Acht bis fünfzehn Schneefalltage sind üblich im Jahr.
Die höchsten Windgeschwindigkeiten findet man zwischen November und März, die niedrigsten zwischen Juni und August. Der Wind kommt hauptsächlich aus dem Südwesten.

## Wirtschaft
Die Wirtschaft der Grafschaft profitiert sehr von dem so genannten „M4 Korridor-Effekt“, der die Region entlang der Autobahn für Wirtschaftsunternehmen als auch für den Tourismus interessant macht.
Der nördliche Teil Wiltshires ist reicher als der südliche, insbesondere seit sich in Swindon internationale Unternehmen wie Honda, Intel, Motorola, Alcatel-Lucent und Nationwide angesiedelt haben.
Die Struktur der Arbeitnehmer zeigt deutlich, dass Wiltshire überdurchschnittlich mehr Beschäftigte in der verarbeitenden Industrie (besonders elektrische Geräte, Nahrungsmittel, Spirituosen, Möbel, Gummi und Plastik) hat als der Rest des Landes.
Weiterhin liegen die Beschäftigtenzahlen im öffentlichen Dienst und der Militärverwaltung wegen der Militäranlagen ebenfalls über dem Durchschnitt.
Auffällig ist auch die niedrige Arbeitslosenquote.

## Bildung
Wiltshire hat ein umfangreiches Schulsystem mit zwei Gymnasien und drei Realschulen im Bezirk Salisbury.
Es gibt 29 staatliche und 13 weiterführende Schulen in der Grafschaft. Zu erwähnen wären dabei Marlborough College, Wiltshire College, Salisbury College und Swindon College.
Alle weiterführenden Schulen in West Wiltshire haben eine Oberstufenklasse und bis auf zwei auch alle in North Wiltshire.
In allen anderen Bezirken sind es 50 % aller Schulen.
Die meisten Schüler gibt es in North Wiltshire und die wenigsten im Bezirk Kennet. Die Schuljahrgänge in West- und Nord-Wiltshire umfassen 200–250 Schüler, in allen anderen Bezirken sind es etwa 120.
Es gibt keine Universitäten in Wiltshire, aber der Ableger der University of Bath, der Oakfield Campus, befindet sich 3 km von Swindon entfernt.

## Demographie
Bei der Volkszählung 2001 wurden 613.024 Einwohner in der Grafschaft gezählt. Die Einwohnerdichte beträgt lediglich 178 Einwohner je km².
In der Zählung von 1991 gab es 230.109 Wohnungen, 1,7 % der Einwohner waren Ausländer und 17,9 % der Bevölkerung waren über 65 Jahre alt.
Einwohnerzahlen von Wiltshire:
- 1801: 185.107
- 1851: 254.221
- 1901: 271.394
- 1951: 386.692
- 2001: 613.024

## Politik und Verwaltung
Durch die Verwaltungsreform am 1. April 2009 wurden die vier Districts Kennet, North Wiltshire, Salisbury und West Wiltshire sowie die Verwaltungsgrafschaft Wiltshire abgeschafft. Die Kompetenzen der Districts und der Verwaltungsgrafschaft wurden in der Unitary Authority Wiltshire vereinigt. Daneben besteht die Unitary Authority Swindon fort.
Bei den Wahlen im Mai 2005 zogen 28 Konservative, 16 Liberaldemokraten, 3 Labourabgeordnete, sowie zwei Unabhängige in den Wiltshire Grafschaftsrat ein.
Die Konservativen haben ihre Wähler hauptsächlich in den ländlichen Gebieten, während die Liberaldemokraten in den Städten wie Trowbridge, Chippenham und Bradford-on-Avon gute Ergebnisse erzielten.
Die beiden unabhängigen Abgeordneten wurden in „Westbury Ham mit Dilton“ und „Warminster West“ gewählt, während die Labourmandate in Salisbury, Melksham und Devizes gewonnen wurden.
Bei der Unterhauswahl wird Wiltshire fast ganz von konservativen Abgeordneten vertreten, bis auf Swindon, wo die Labourpartei die Abgeordneten stellt.
Seit 1992 wird Devizes von dem einflussreichen konservativen Abgeordneten Michael Ancram vertreten.

## Sport
Der Verein Swindon Town ist die höchstklassige Fußballmannschaft von Wiltshire. Er trägt seine Heimspiele auf dem County Ground nahe dem Stadtzentrum aus. Er war nur 1993/94 erstklassig und spielt seit 2004 immer in der 3. Liga oder 4. Liga.

## Persönlichkeiten
- Thomas Moore (1779–1852), Dichter, Schriftsteller, Übersetzer und Balladen-Sänger. Moore lebte von 1822 bis zu seinem Tod 1852 in Slopertone Cottage bei Bromham
- Roger Scruton (1944–2020)
- Ian Anderson (* 1947), Jethro-Tull-Mastermind
- Peter Gabriel (* 1950), Musiker, betreibt in Box seine Real World Studios und das Weltmusik-Label Real World Records
- Andy Partridge (* 1953), Musiker (XTC, Produzent)
- Lucy Cohu (* 1968), Schauspielerin

Fiktiv:
- Die Familie Malfoy aus den Harry-Potter-Romanen von Joanne K. Rowling hat ihren Landsitz in Wiltshire.

## Städte und Dörfer
- Aldbourne, Alderbury, Alderton, All Cannings, Amesbury, Avebury, Avoncliff
- Barford St. Martin, Berwick St. John, Biddestone, Bishopstone, Box, Bradford-on-Avon, Broad Chalke, Brokenborough, Bromham, Burbage, Burton
- Calne, Castle Combe, Charlton, Chilmark, Chilton Foliat, Chippenham, Chisbury, Chitterne, Clyffe Pypard, Colerne, Corsham, Cricklade, Crudwell
- Devizes, Donhead St. Andrew, Downton, Durrington
- East Chisenbury, East Grafton, Easton Grey
- Ford
- Great Bedwyn, Great Chalfield
- Highworth, Hindon, Holt
- Lacock, Liddington, Little Bedwyn, Luckington
- Malmesbury, Manton, Marlborough, Marston, Marston Meysey, Marten, Melksham, Mere, Monkton Farleigh
- Neston, Newton Tony, North Wraxall
- Odstock, Oxenwood
- Pewsey, Porton
- Ramsbury, Royal Wootton Bassett, Rowde
- Salisbury, Sherrington, Sherston, Shrewton, Slaughterford, Sopworth, Steeple Ashton, Stockton, Swallowcliffe, Swindon
- Teffont, Tiddleywink, Tidworth, Tilshed, Tisbury, Tollard Royal, Trowbridge, Turleigh
- Upper Wraxall
- Warminster, West Kington, West Lavington, West Overton, Westwood, Whiteparish, Willesley, Wilton, Winsley, Wootton Rivers, Wylye
- Yatton Keynell

## Sehenswürdigkeiten
- Ashcombe House
- Avebury, Steinkreis
- Avebury Manor
- Avon Valley Path
- Barbury Castle
- Bentley Wood
- Bowood House
- Castle Combe
- Castle Hill, Mere
- Cherhill White Horse
- Chisbury Chapel

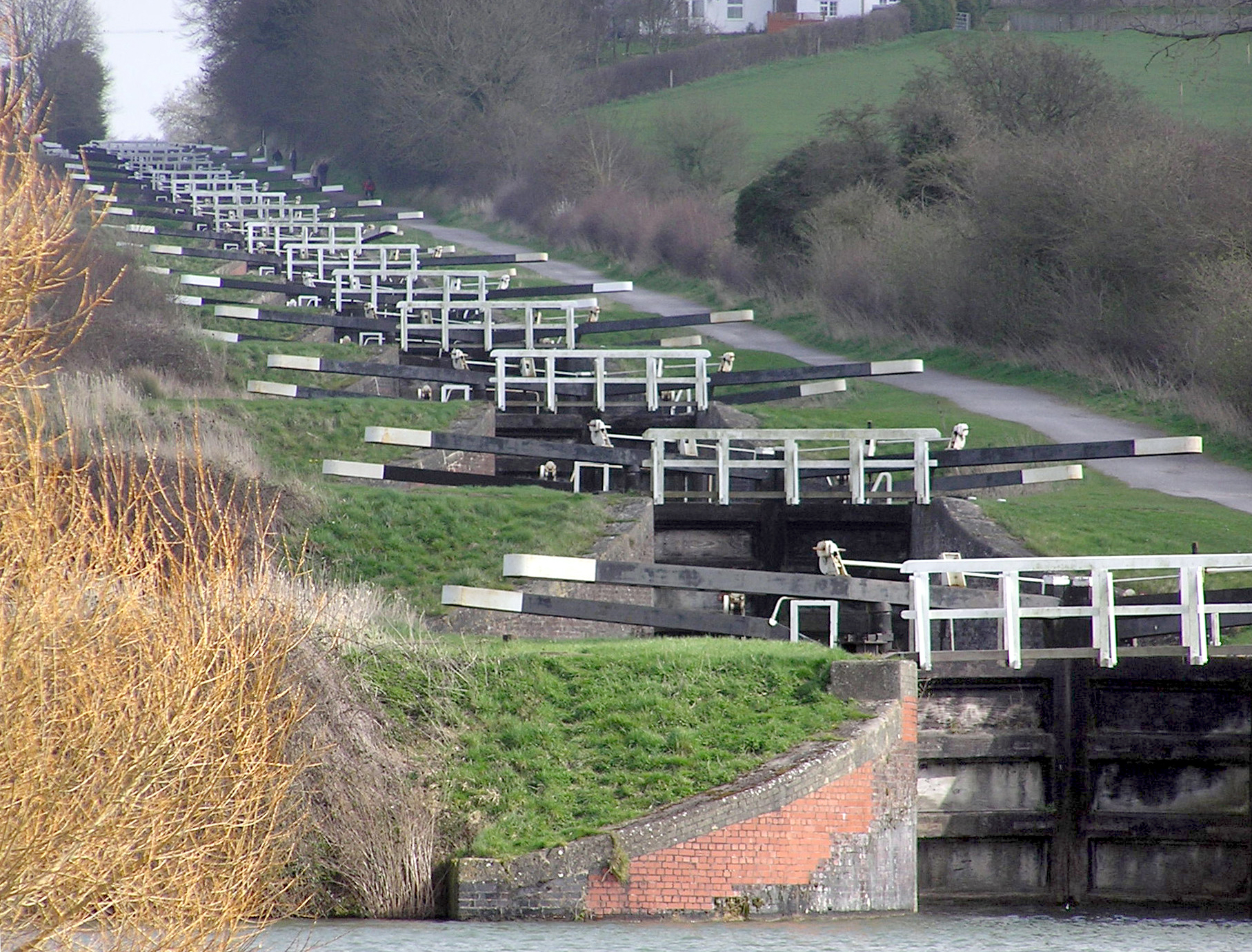
Die 16 Schleusen am Kennet und Avon Kanal

- Coate Water Country Park, East Swindon
- Corsham Court
- Cotswold Water Park
- The Courts Garden
- Creative Planet, Science Museum, Wroughton
- Crofton Pumping Station
- Edington Priory
- Fonthill Abbey
- Great Chalfield Manor
- Iford Manor
- Kennet & Avon Canal Museum, Devizes
- King Alfred's Tower
- Lacock Abbey
- Liddington Castle
- Littlecote House
- Longleat Safari Park
- Longstones als Rest der Beckhampton Avenue
- Ludgershall Castle, Ludgershall
- Lydiard Country Park, West Swindon.
- Malmesbury Abbey
- Maud Heath's Causeway
- Mompesson House
- Monkton Farleigh Manor House
- Old Sarum
- Philipps House & Dinton Park
- Porton Down
- Salisbury Cathedral
- Silbury Hill
- Stonehenge, Steinkreis
- Stourhead
- Swindon Steam Railway Museum
- The Old Road Tavern, Chippenham
- Trafalgar House (Wiltshire)
- Wardour Castle
- West Kennet Long Barrow
- Westbury White Horse
- Westwood Manor
- Woodhenge
- Wilton House
- Wilton Windmill
- Wilts and Berks Canal

## Kulinarische Spezialitäten
- Lardy Cake